# Чернопоселье
Чернопоселье — село в составе Морсовского сельсовета Земетчинского района Пензенской области России.

## География
Село расположено на берегу речки Горюнка (приток Кермиси) в 13 км на запад от центра сельсовета села Морсово и в 52 км к северо-западу от районного центра Земетчино. 

## История
Поселена как д. Песчанка, Черный Поселок тож, в начале XIX в. у черного (лиственного) цнинского леса. В 1839 году на средства господина Муханова был построен храм во имя святителя и чудотворца Николая, каменный, однопрестольный. 
В конце XIX — начале XX века село являлось центром Чернопосельской волости Шацкого уезда Тамбовской губернии. В 1913 г. – земская школа, церковноприходская школа, кредитное сельское страховое товарищество, 2 ярмарки, базар.
С 1928 года село являлось центром Чернопоселенского сельсовета Земетчинского района Тамбовского округа Центрально-Чернозёмной области (с 1939 года — в составе Пензенской области). В годы коллективизации образован колхоз «Боец труда». С 1941 по 1958 год село — в составе Салтыковского района, колхоз «Путь к коммунизму». В 1980-е гг. — в составе Черноярского сельсовета. С 2010 года — в составе Морсовского сельсовета.

## Население
| 1862 | 1897  | 1913  | 1926 | 1934  | 1959 | 1979 |
| ---- | ----- | ----- | ---- | ----- | ---- | ---- |
| 1010 | ↗1388 | ↗1659 | ↘821 | ↗1442 | ↘808 | ↘292 |
| 1989 | 1996  | 2002  | 2010 |       |      |      |
| ↘114 | ↘68   | ↘19   | ↘1   |       |      |      |

На 1 января 2004 года в селе имелось 13 хозяйств, 16 жителей.

## Достопримечательности
В селе расположена недействующая Церковь Николая Чудотворца (1839).